# Семиналне везикуле
Семиналне везикуле су две симетричне жлезде прикачене за простату и спојене са семеводом. Саставни су део мушког репродуктивног система. Везикуле производе течност богату фруктозом и њена главна улога је исхрана сперматозоида након сношаја. Њихова величина је симетрична и износи од 5 до 10 центиметара.

## Производња течности
- Течност везикула је  pH  алкална[2]
- Везикуле производе од 5 до 10 милилитара течности.
- Имају јак ниво фруктозе, ако је фруктоза ниска значи да особа има проблема у семоводу.
- Садржи простагландин, једињење које помаже прокреацији и напређењу сперматозоида до јајника.
- Садржи протеине који штите сперматозоид у вагини и смањује пролиферацију лимфоцита (делује као имунисупресив).